# Nínox de Jacquinot
El nínox de Jacquinot (Athene jacquinoti; syn: Ninox jacquinoti) és una espècie d'ocell de la família dels estrígids (Strigidae). Habita els boscos de les Illes Salomó. El seu estat de conservació es considera de risc mínim.

## Taxonomia
Tradicionalment el nínox de Jacquinot estava classificat al gènere Ninox. Tanmateix el Congrés Ornitològic Internacional el transferí al gènere Athene en la seva llista mundial d'ocells (versió 11.1, gener 2021). Altres obres taxonòmiques, com el Handook of the Birds of the World i la quarta versió de la BirdLife International Checklist of the birds of the world (Desembre 2019), el consideren encara classificat en el gènere Ninox.

## Subespècies
Actualment l'espècie està formada per 4 subespècies:
- A. j. eichhorni (Hartert, 1929), de les illes de Buka, Bougainville i Choiseul a les Salomó septentrionals.
- A. j. mono Mayr, 1935, de l'illa de Mono, a les Salomó nord-occidentals.
- A. j. jacquinoti (Bonaparte, 1850), de Santa Isabel i San Jorge, ales Salomó centrals.
- A. j. floridae Mayr, 1935, de les illes Florida.

En la seva llista mundial d'ocells (versió 11.2, gener 2022) el COI segmentà en noves espècies 3 tàxons que fins aleshores considerava subespècies del nínox de Jacquinot:
- nínox de Guadalcanal (Athene granti)
- nínox de Malaita (Athene malaitae)
- nínox de Makira (Athene roseoaxillaris)